# Državna cesta D28
Die Državna cesta D28 (kroatisch für Nationalstraße D28) zweigt beim Anschluss Gradec von der Schnellstraße Državna cesta D10 ab und führt in generell östlicher Richtung über Bjelovar, wo sie die Državna cesta D43 kreuzt, und weiter nach Südosten nach Veliki Zdenci, wo sie auf die Državna cesta D5 trifft und an dieser endet.
Die Länge der Straße beträgt 70,7 km.